# Экспозиция (выставка)
Экспози́ция (лат. expositio — выставление для обозрения) — основная форма музейной коммуникации, образовательные и воспитательные цели которой осуществляются путём демонстрации музейных экспонатов (художественных произведений, исторических документов, памятников материальной культуры и т.д.), организованных, объяснённых и размещённых в соответствии с разработанной музеем научной концепцией и современными принципами архитектурно-художественных решений.
Размещается как в закрытых залах, так и на открытых площадках, согласно правилам хранения экспонатов (температурный режим, влажность и т.д.), обеспечивается этикетажем, содержащим краткую характеристику экспоната.
Организацию экспозиции можно разделить на три метода — коллекционный, ансамблевый, иллюстративно-тематический.
- Экспозиция Военно-исторического музея в Дрездене
- Экспозиция военной техники периода 1941—1944 годов